# 重力研究財団
重力研究財団（じゅうりょくけんきゅうざいだん、The Gravity Research Foundation）は、1948年に起業家でバブソン大学の設立者であるロジャー・バブソンが設立した組織である。
元々は重力を遮蔽する方法を研究するために設立されたが、後に、重力を理解することを目的とするように変化した。この財団では毎年、重力に関する優秀な科学論文に対する賞を授与している。受賞者には最高4千ドルの賞金が授与され、過去の受賞者の中から後にノーベル物理学賞の受賞者が6人出ている。また、ニューハンプシャー州ニューボストンで重力に関する会議を開いていたが、1967年にバブソンが亡くなった後は開催されていない。全米10以上の大学に、バブソンが寄贈した石碑がある。

## 歴史

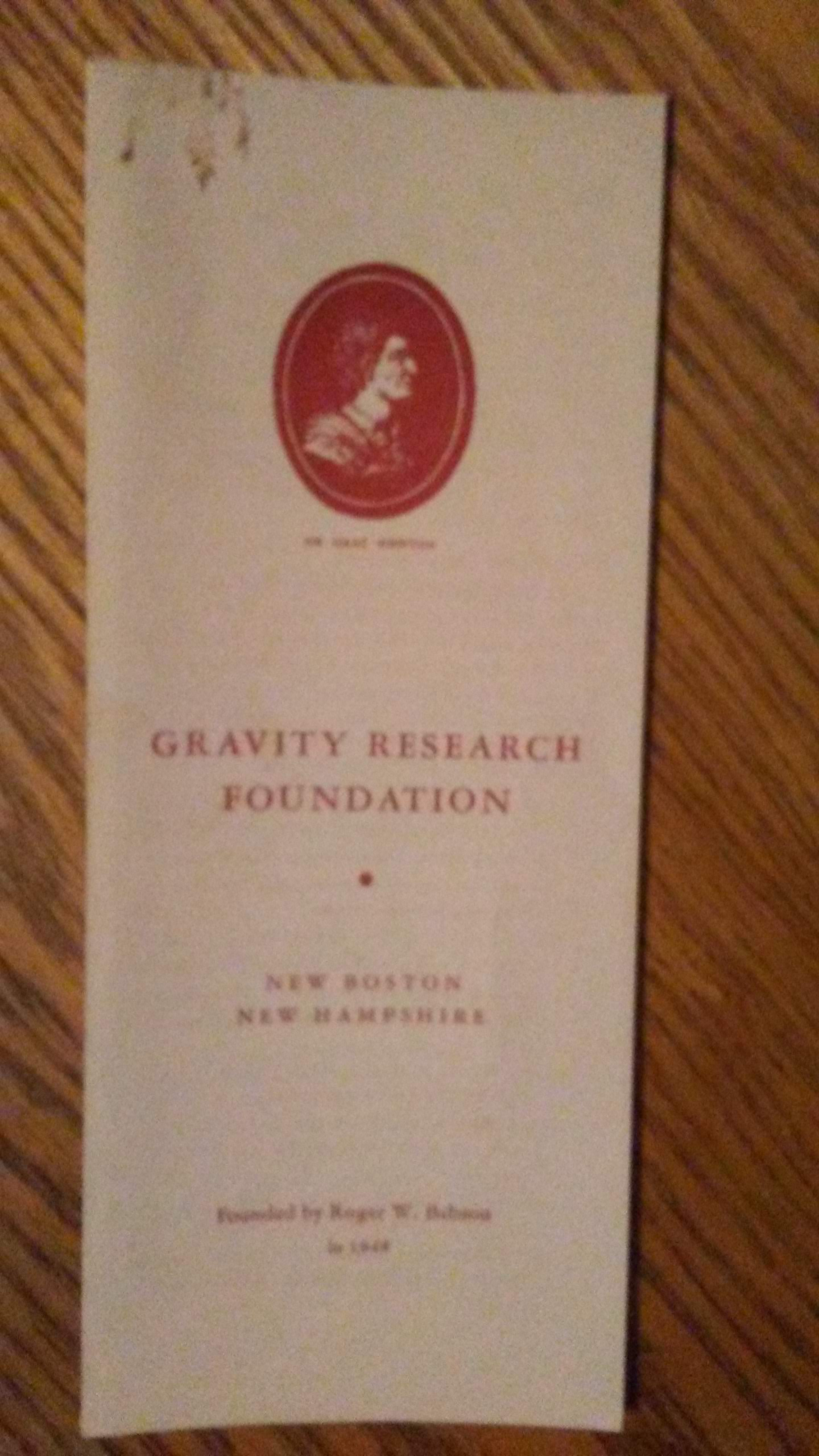
重力研究財団のパンフレット

バブソンは重力に対する「個人的な恨み」を持っていた。エッセイ"Gravity – Our Enemy Number One"（重力―我々の敵ナンバーワン）の中で、幼少期に妹が溺死し、「龍のように襲いかかり彼女をどん底に突き落とす重力に、彼女は抗うことができなかった」と書いている。さらに、老年期にも孫を溺死で失っており、これらは重力があるせいだとバブソンは考えた。一方でバブソンは、マサチューセッツ工科大学の土木工学の授業で、ジョージ・フィルモア・スウェイン教授が株式のチャートを使って作用反作用の法則の説明をしたことを応用して、バブソンは投資コンサルタント兼投資家として財を成し、1829年のウォール街大暴落も事前に予想した。
1949年当時、重力の研究はあまり重視されていなかった。バブソンは、重力の研究を活性化するための方法を、自身が設立した投資コンサルタント会社の社長を務めるジョージ・ライトアウトに相談した。ライトアウトは財団を設立して重力に関する論文を募集し賞を授与してはどうかと提案し、バブソンはこれを受け入れた。バブソンは、ニューハンプシャー州のニューボストンという小さな町のいくつかの建物に分散して財団を設立した。バブソンがこの街を選んだのは、ボストンで核爆発が起きても、そこから60マイル離れたニューボストンなら安全であると考えたためである。バブソンは、「ニューボストンは第三次世界大戦が起きても北米で最も安全な街だ」と宣言する看板を立てようとしたが、住民たちの意見により、「安全な場所」というだけの表現に留めた。財団設立の会合は1949年1月19日に開かれた。
同財団は重力に関する会議を時折開催し、冷凍食品で有名なクラレンス・バーズアイやヘリコプターを発明したイーゴリ・シコールスキイなどが参加した。会議の出席者は、重力と釣り合いを取るために、足が頭よりも高くなる椅子に座ることもあった。
しかし、同財団の主要な活動は、重力に関する論文に対する賞の授与だった。ニューボストンの財団本部にはニ・三人の職員しかいなかった。
バブソンが書いた第1回の論文募集の発表文には、「反重力装置、重力の遮蔽体・反射体・吸収体、重力を吸収して熱に変換する物質の提案に賞を与える」と書かれていた。そのため、科学者たちはこの賞に興味を示さなかった。理事長のライドアウトは、この文章が優秀な科学者からの論文応募の妨げになっていると認識し、「重力を理解することで、その応用もできるようになる」とバブソンを説得し、反重力という文言を削除して、単に重力に関する論文を募集すると書き換えた。これにより、この財団は初期の「変人のような」雰囲気を払拭し、反重力に関する研究から、重力を理解する研究を奨励する方向に変化した。
1952年、大衆科学作家のマーティン・ガードナーは、疑似科学に関する著書の中でバブソンと重力研究財団について触れている。
1967年にバブソンが亡くなってからしばらくして、この財団の会合も行われなくなった。ニューボストンに残る同財団の痕跡は、交通島に設置された、財団の活動を称える花崗岩の石版のみである。財団の会議が開かれていた建物は、長い間飲食店として使用されていた。一時は「グラビティ・タバーン」（重力の酒場）という名前のバーがあったが、後に改名された。賞の授与は継続して行われており、最高4千ドルの賞金が授与される。2020年現在、マサチューセッツ州ウェルズリーで、初代理事長の息子であるジョージ・ライドアウト・ジュニアが賞を運営している。
受賞者の中には、6人のノーベル物理学賞受賞者も含まれている。ロジャー・ペンローズ（1975年受賞）、ジョージ・スムート（1993年受賞）、ジュリアン・シュウィンガー、マーチン・パール、ヘーラルト・トホーフト、フランク・ウィルチェックである。その他の受賞者に、スティーヴン・ホーキング（1971年受賞）、ヤコブ・ベッケンシュタイン、シドニー・コールマン、ブライス・ドウィット、デメトリオス・クリストドゥールー、デニス・シャーマ、ジェロルド・E・マースデン、ロバート・ウォールド、ジョン・ホイーラーなどがいる。

## 記念碑
1960年代、バブソンは多くの大学に重力研究のための助成金を与え、その大学に助成金交付の理由を刻んだ石碑を立てた。石碑には、「重力を自由な力として利用し、飛行機事故を減らすための半重力装置が発明されることにより訪れるであろう幸福を、学生達に思い起こさせるため」などと刻まれている。
バブソンから石碑を受け取った大学:
- ベスーン＝クックマン大学（英語版）（フロリダ州デイトナビーチ）
- コルビー大学（メイン州ウォータービル）
- イースタン・バプテスト大学（英語版）（ペンシルベニア州セント・デイヴィッズ（英語版））
- イースタン・ナザレン大学（英語版）（マサチューセッツ州クインシー）
- エモリー大学（ジョージア州アトランタ[18]）
- ゴードン大学（英語版）（マサチューセッツ州ウェナム（英語版））
- ホバート・アンド・ウィリアム・スミス大学（英語版）（ニューヨーク州ジェニーバ（英語版））
- キーン州立大学（英語版）（ニューハンプシャー州キーン[19]）
- ミドルベリー大学（バーモント州ミドルベリー）
- トリニティ・カレッジ（コネチカット州ハートフォード）
- タフツ大学（マサチューセッツ州メドフォード[20]）
- タスキーギ大学（英語版）（アラバマ州タスキーギ）
- タンパ大学（英語版）（フロリダ州タンパ）
- ホイートン大学（イリノイ州ウィートン）

タフツ大学では、バブソンからの寄付金を元にタフツ宇宙論研究所を設立した。同研究所でPhDを取得した学生は、アイザック・ニュートンの万有引力発見の伝説に因んで、この石碑の前で博士論文指導教官から頭の上にリンゴを落とされる儀式を受ける。

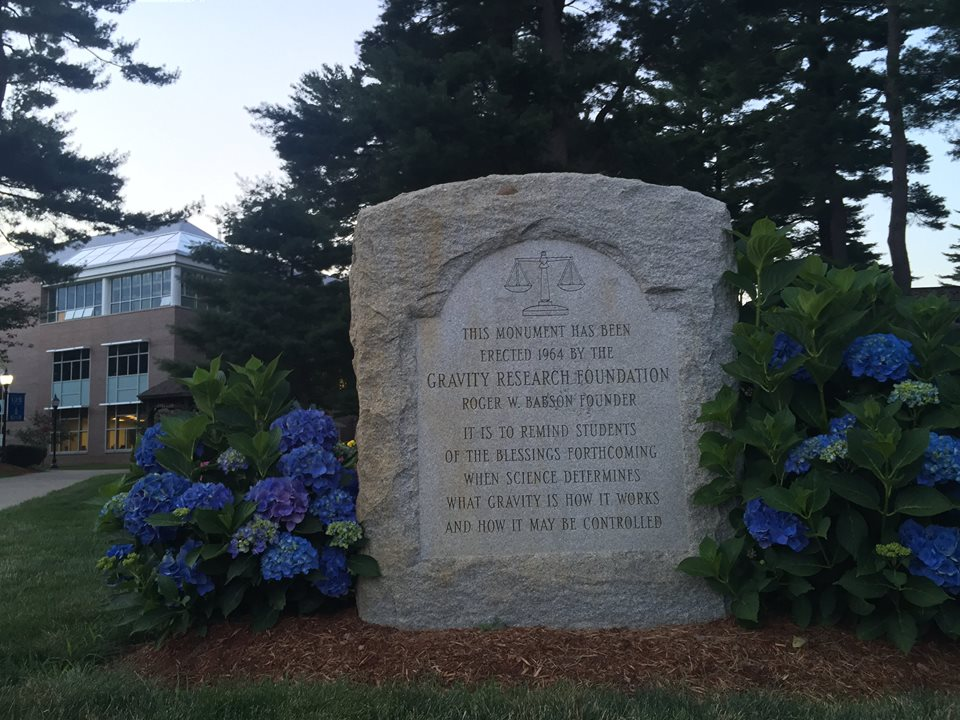
ゴードン大学（英語版）の重力研究財団記念碑
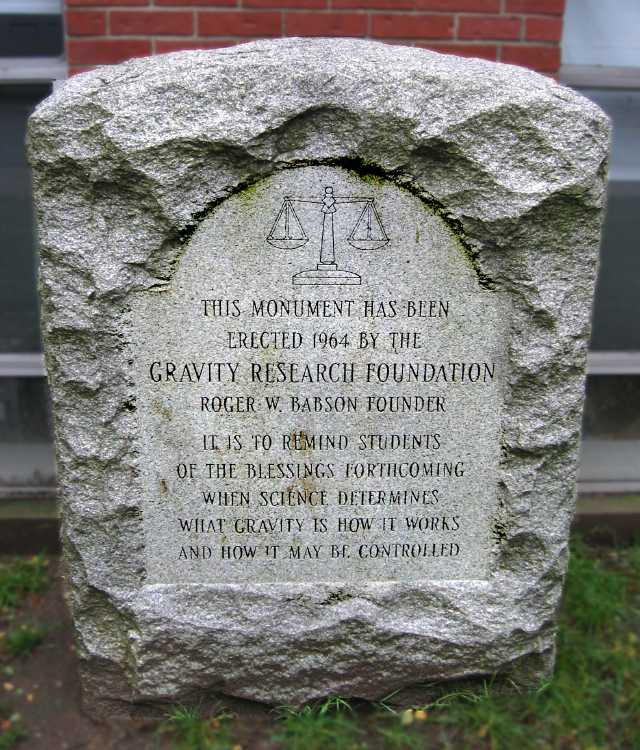
イースタン・ナザレン大学（英語版）の重力研究財団記念碑
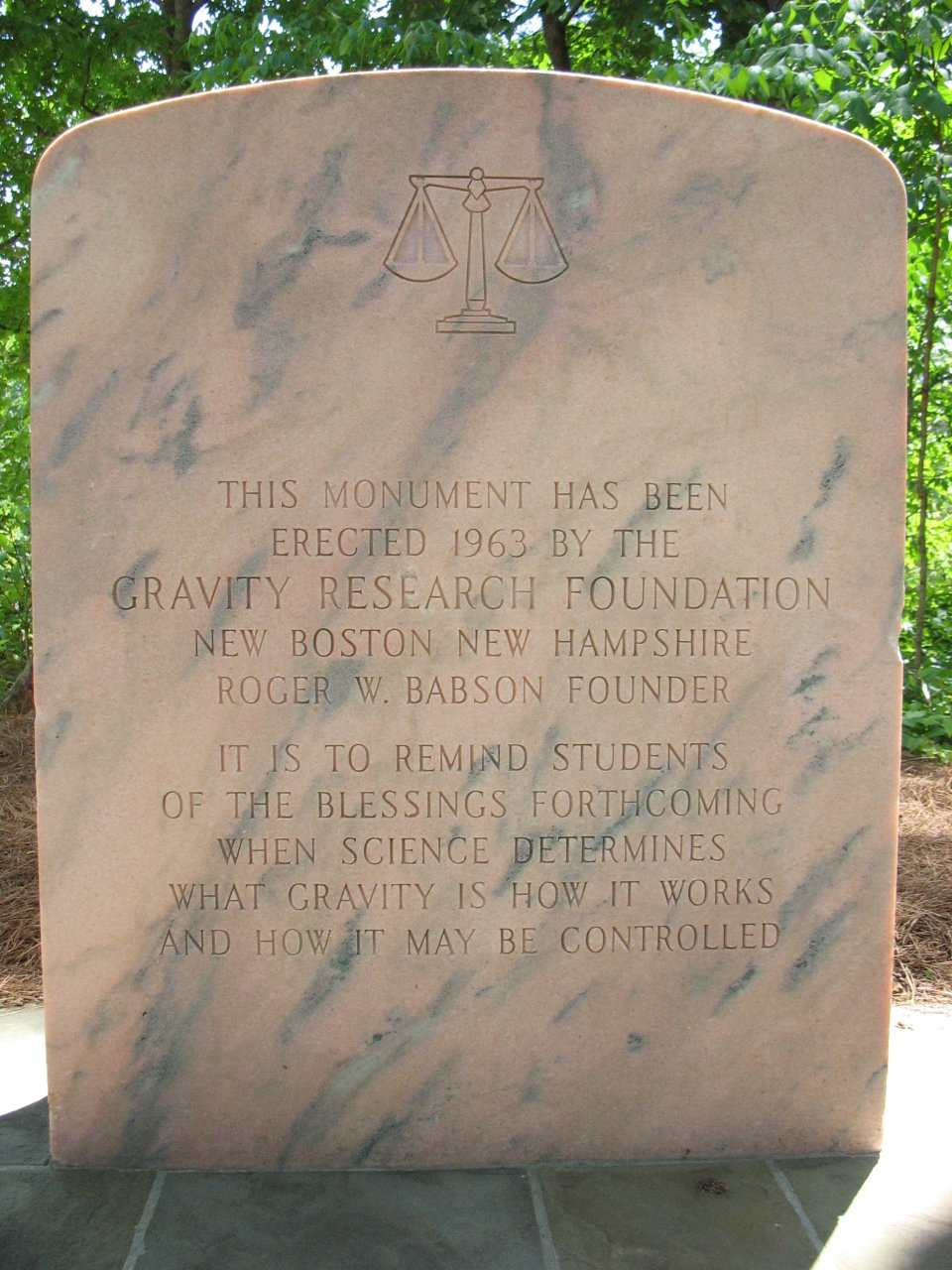
エモリー大学の重力研究財団記念碑
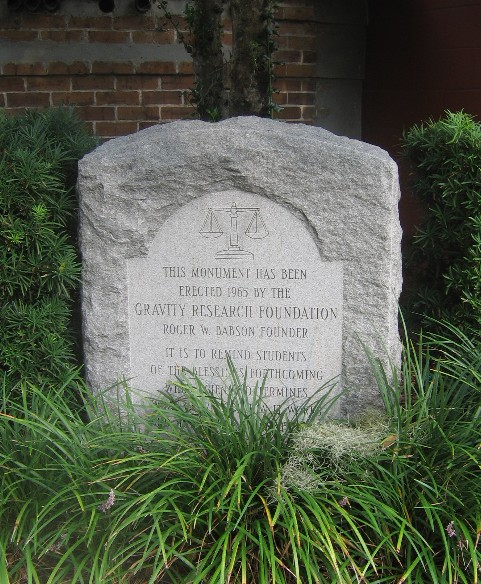
タンパ大学（英語版）の重力研究財団記念碑
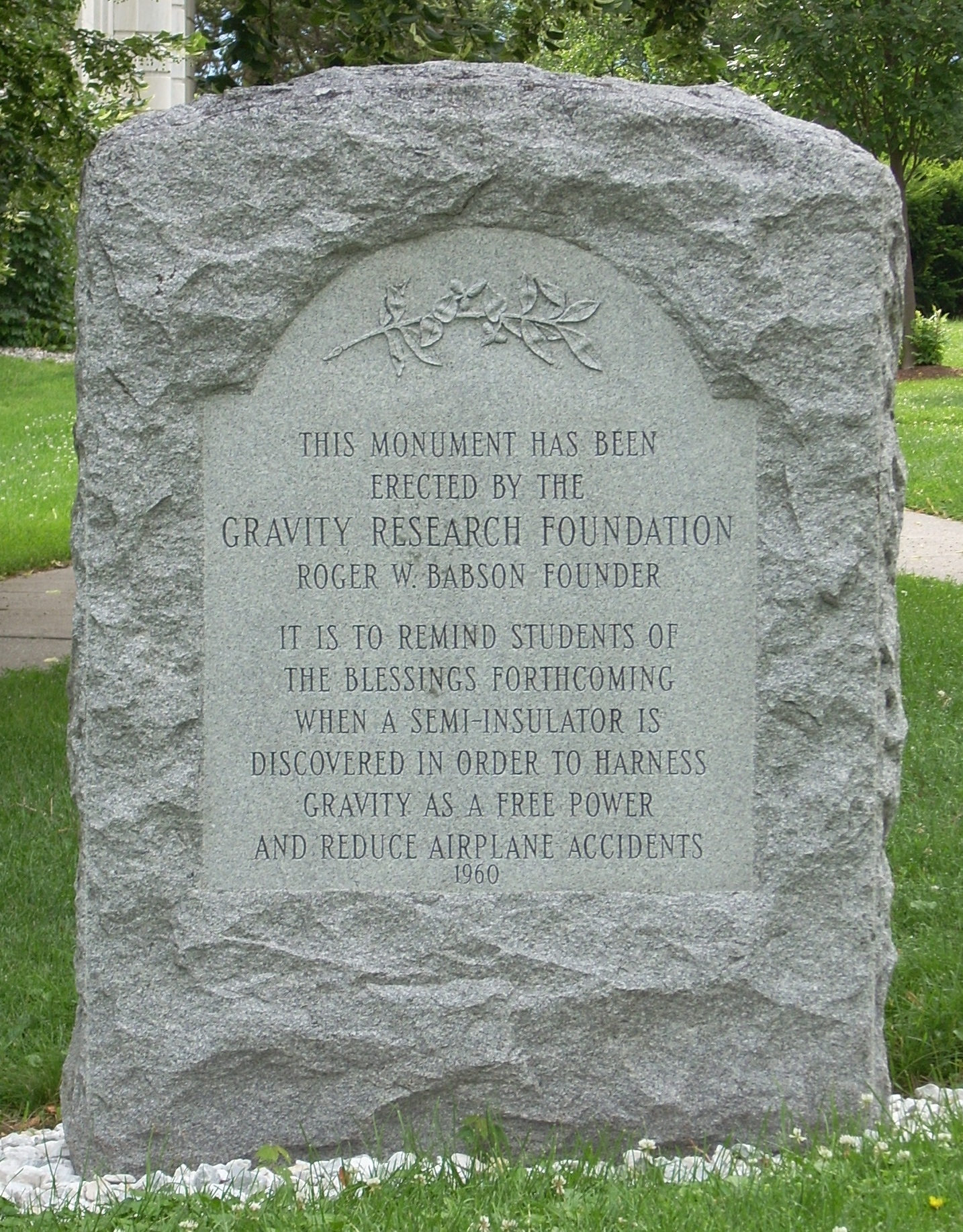
ミドルベリー大学の重力研究財団記念碑
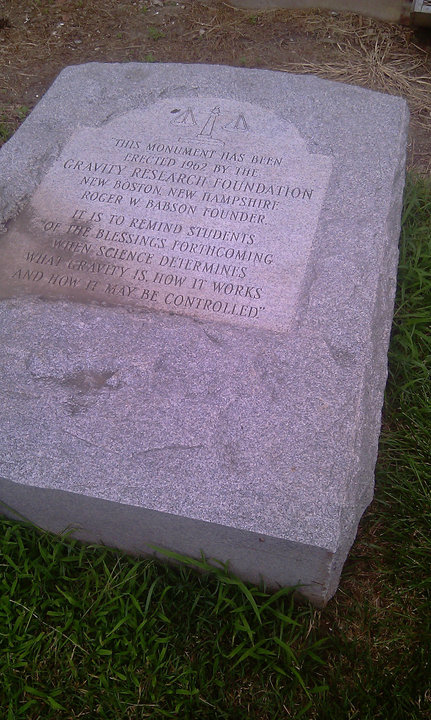
ホイートン大学の重力研究財団記念碑